# Molophilus (Molophilus) kuniekoondie
Molophilus (Molophilus) kuniekoondie is een tweevleugelige uit de familie steltmuggen (Limoniidae). De soort komt voor in het Australaziatisch gebied.